# 圣伯多禄圣保禄堂 (比得哥什)
圣伯多禄圣保禄堂位于波兰比得哥什的自由广场，主保圣人是圣伯多禄和圣保禄。

## 历史
该堂建于1872-1878年，原为路德宗圣保罗堂，立面装饰材料、花窗玻璃均来自柏林。管风琴来自奥得河畔法兰克福。

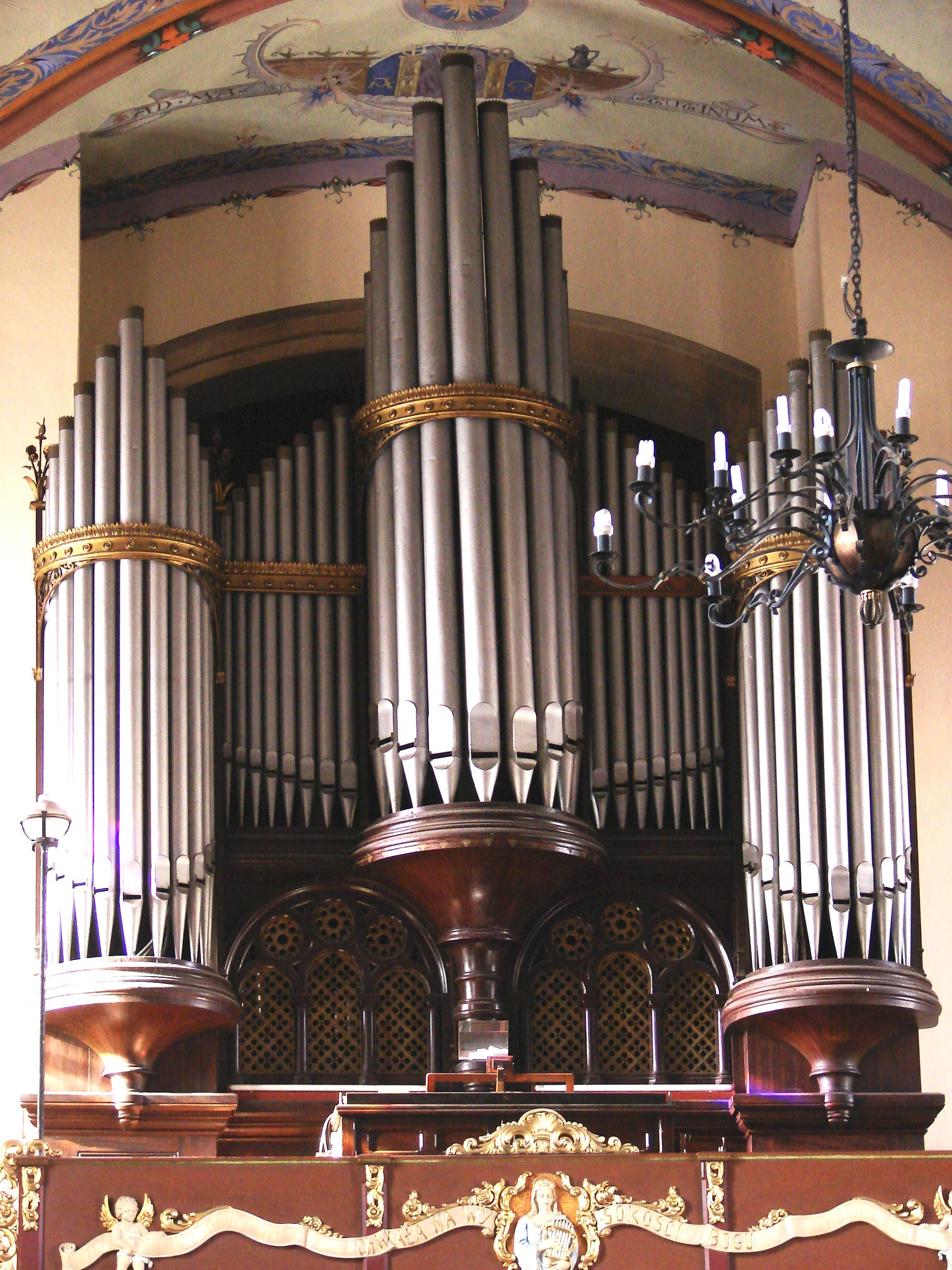
管风琴

二战期间，该建筑严重受损。1939年9月3日，血腥星期日期间，德裔非正规武装从教堂塔顶射击撤退的波兰军队。1945年，该市又被焚烧。
1945年2月2日，天主教会接管该建筑。
在斯大林时代，建筑差点被拆除。1945年4月19日，比得哥什市临时议会通过议案，将拆除该堂。由于教友坚决反对，取消拆除教堂的计划。

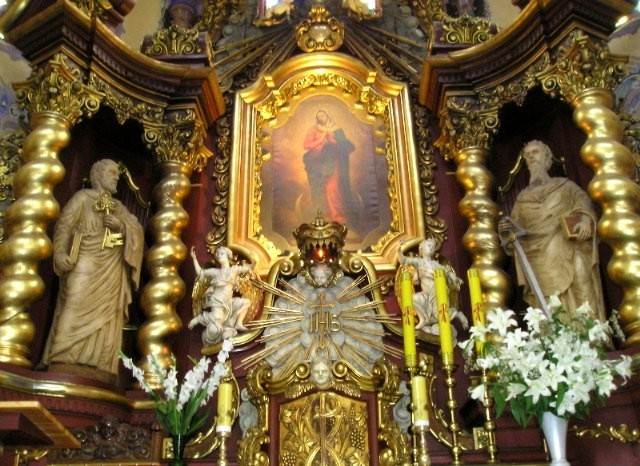
Main altar with Maksymilian Piotrowski painting

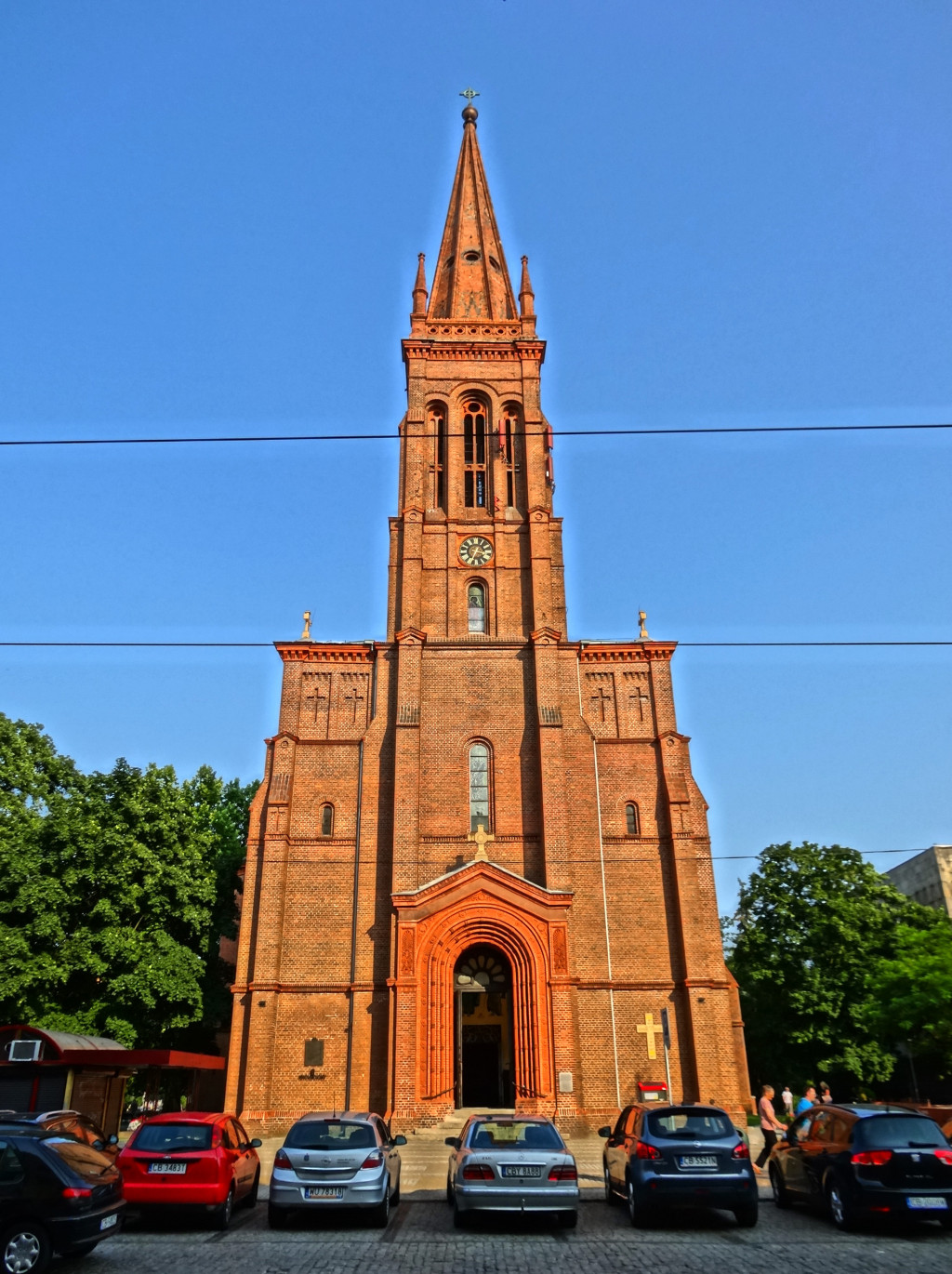
Front view from Gdanska Street
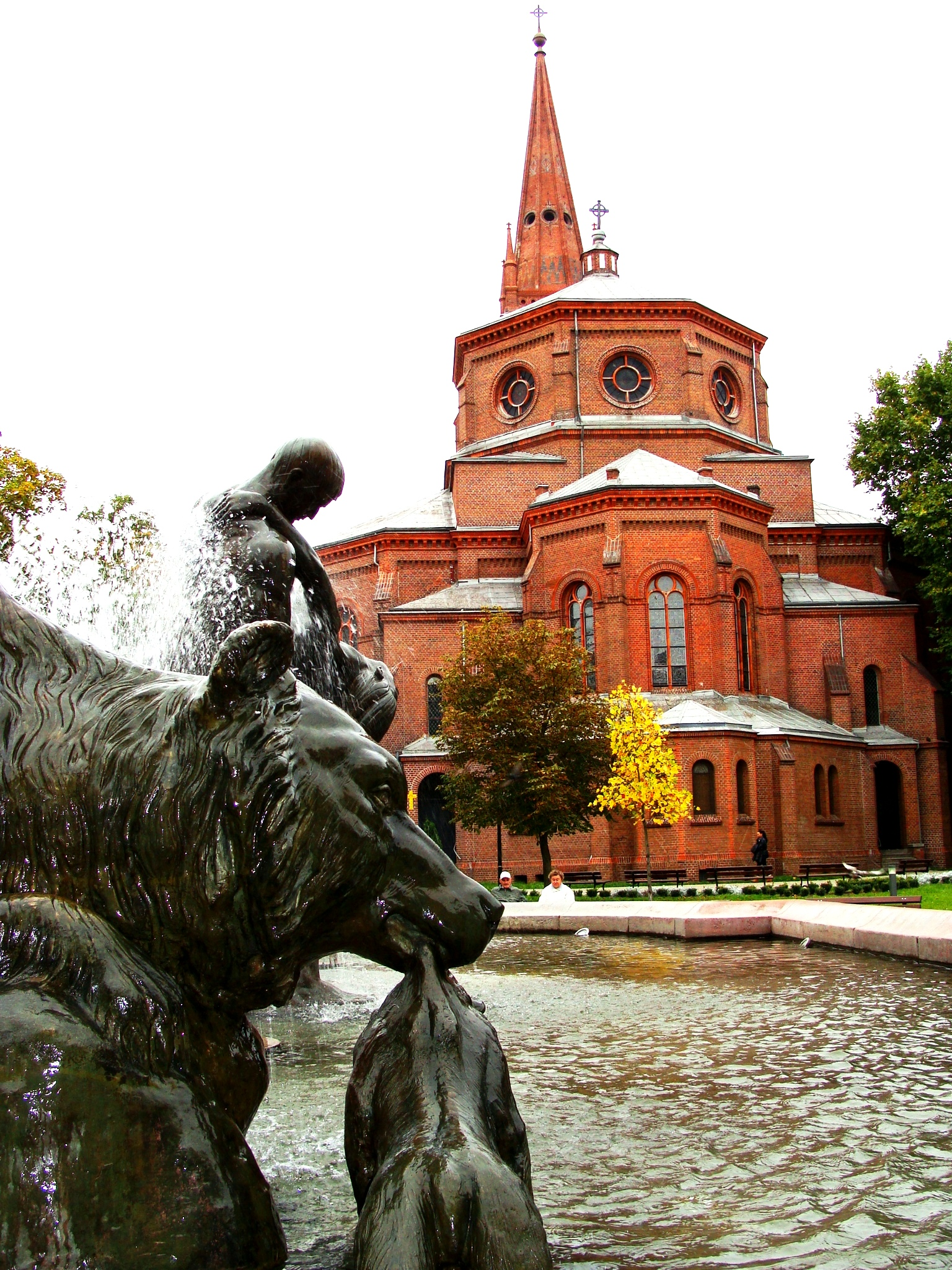
Back view with fountain "The Deluge" in the park Casimir the Great.
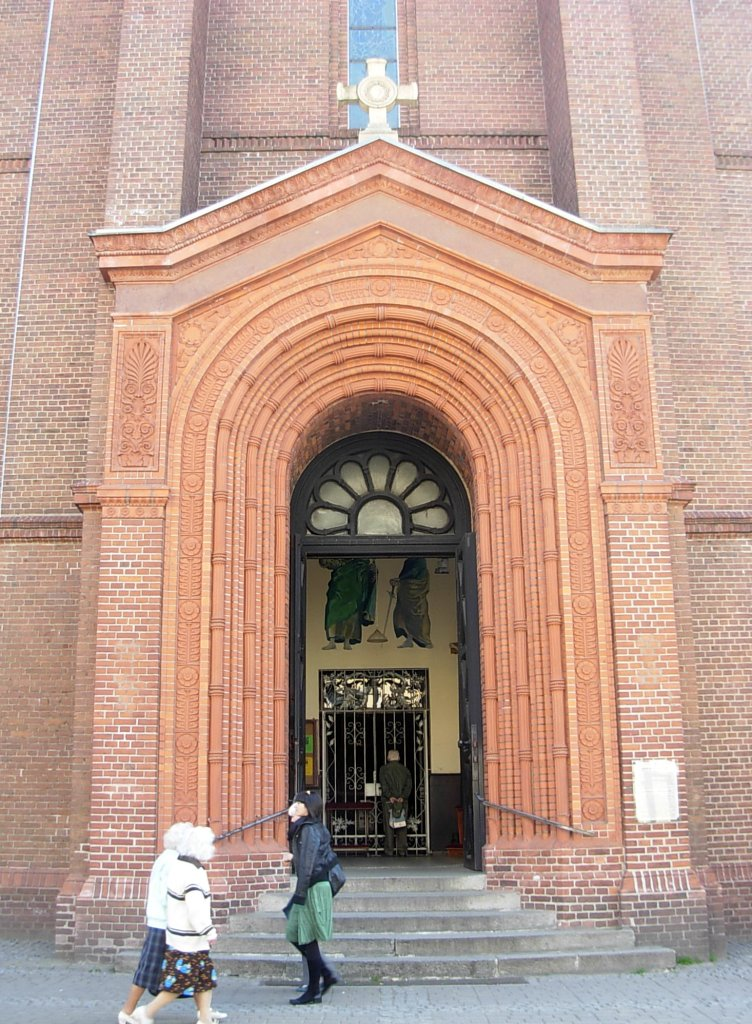
Portal
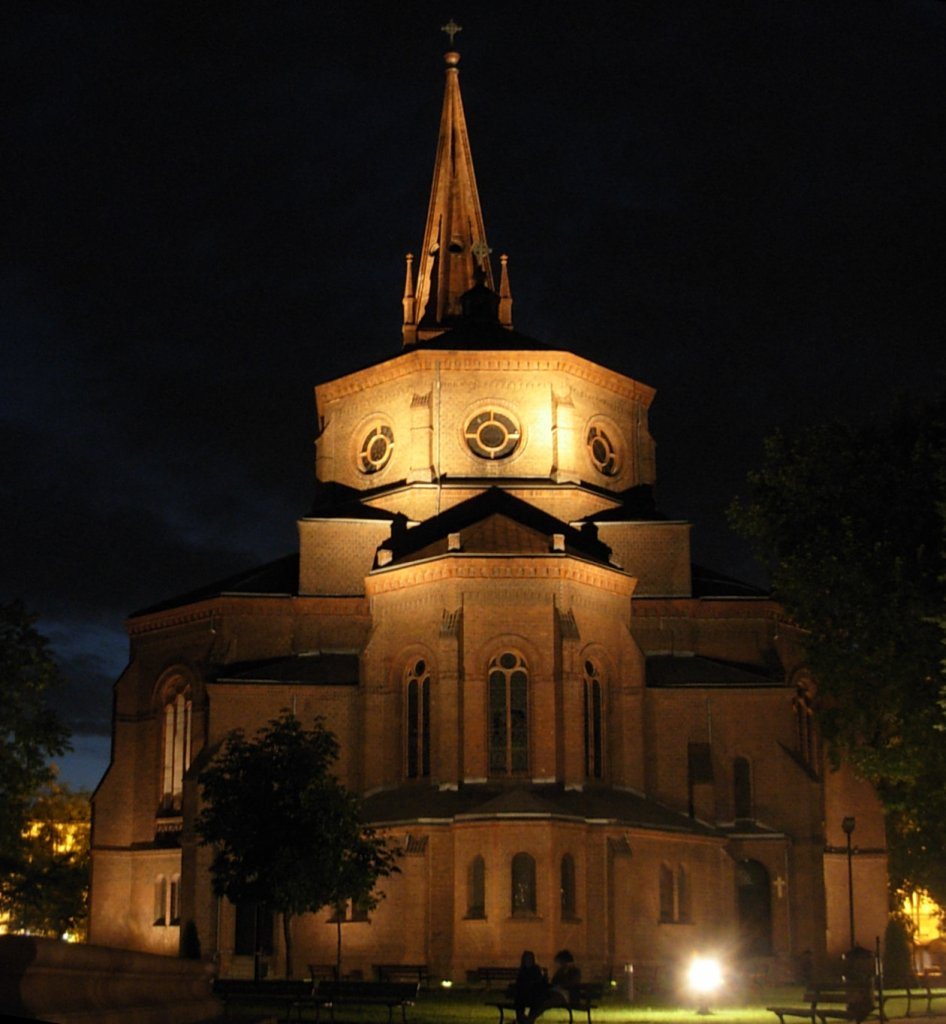
By night
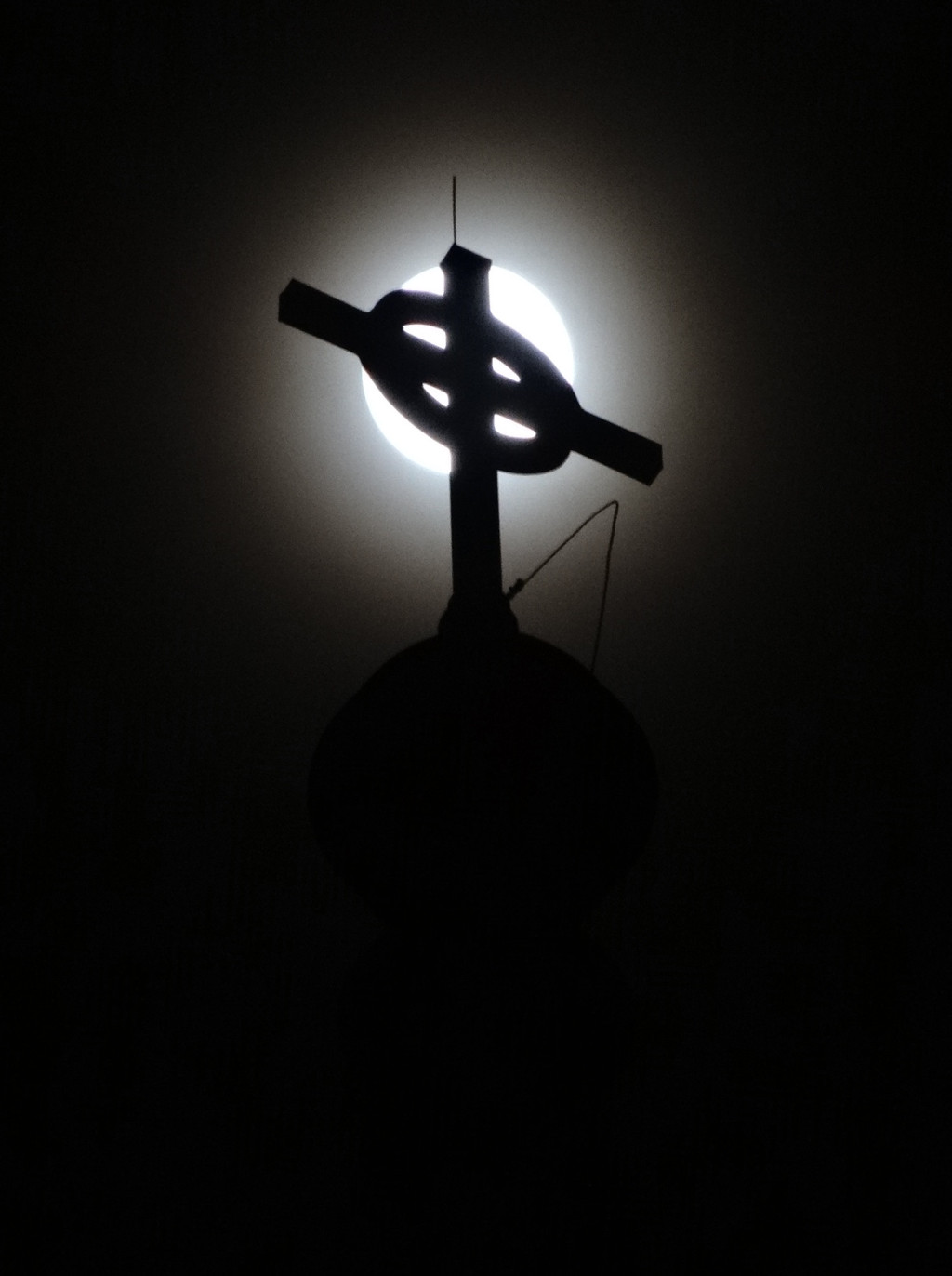
Cross at the top of the spire
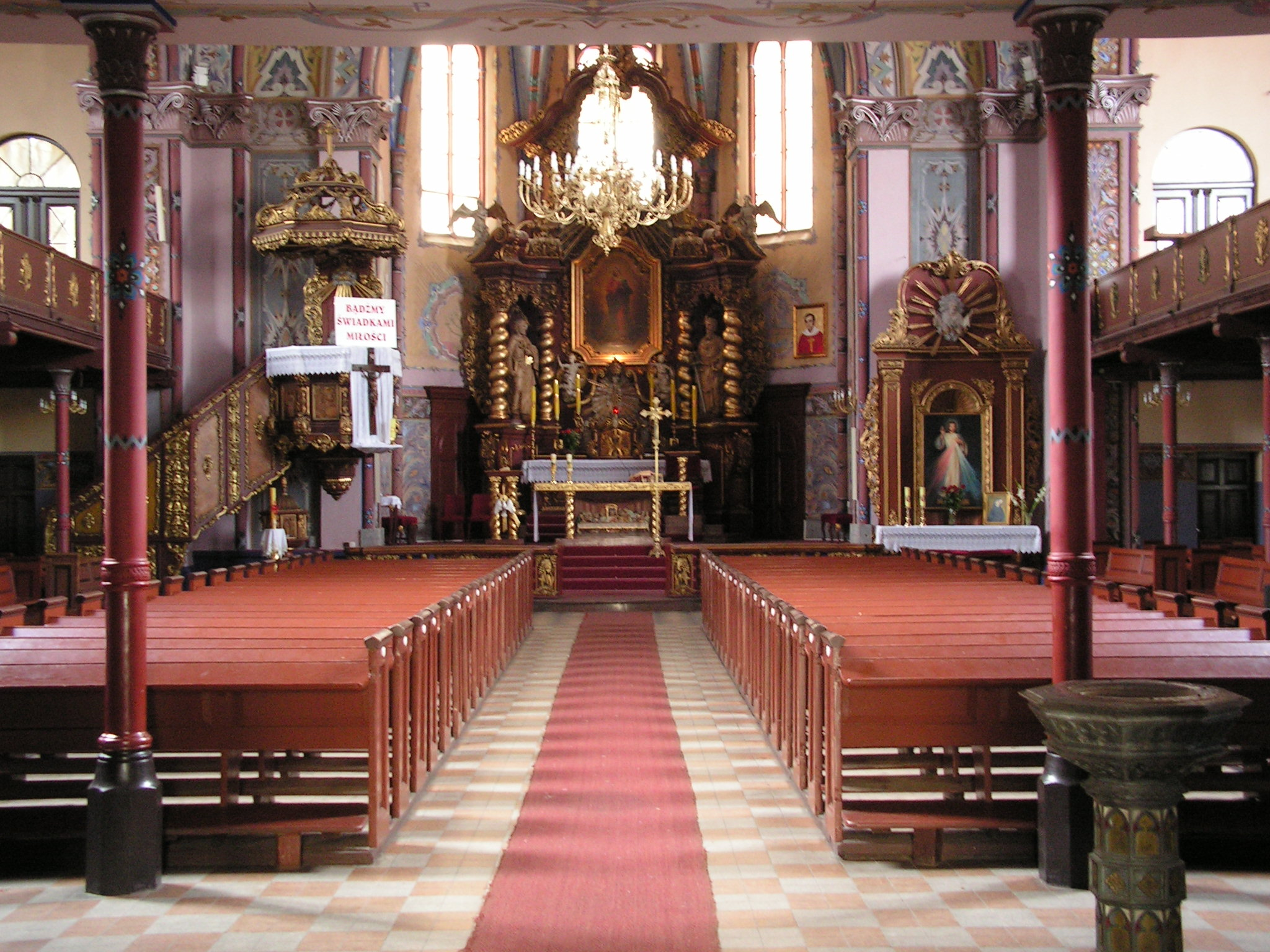
Interior
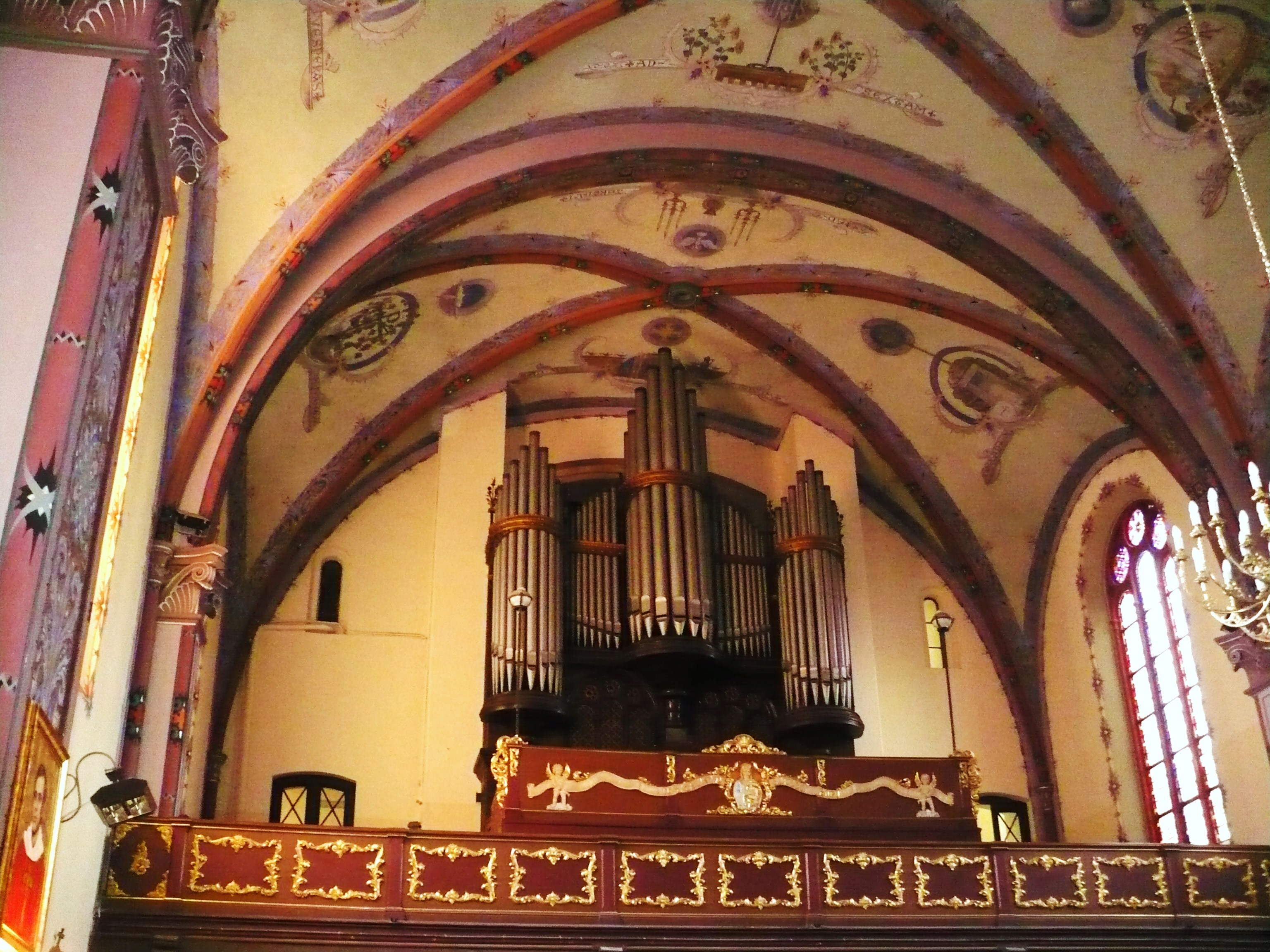
Organ
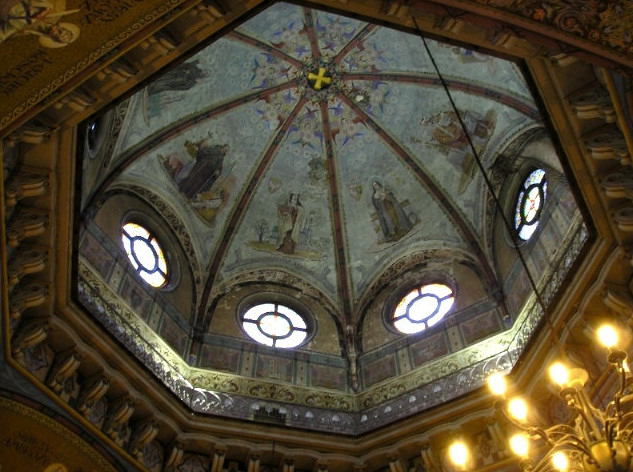
Dome and polychrome
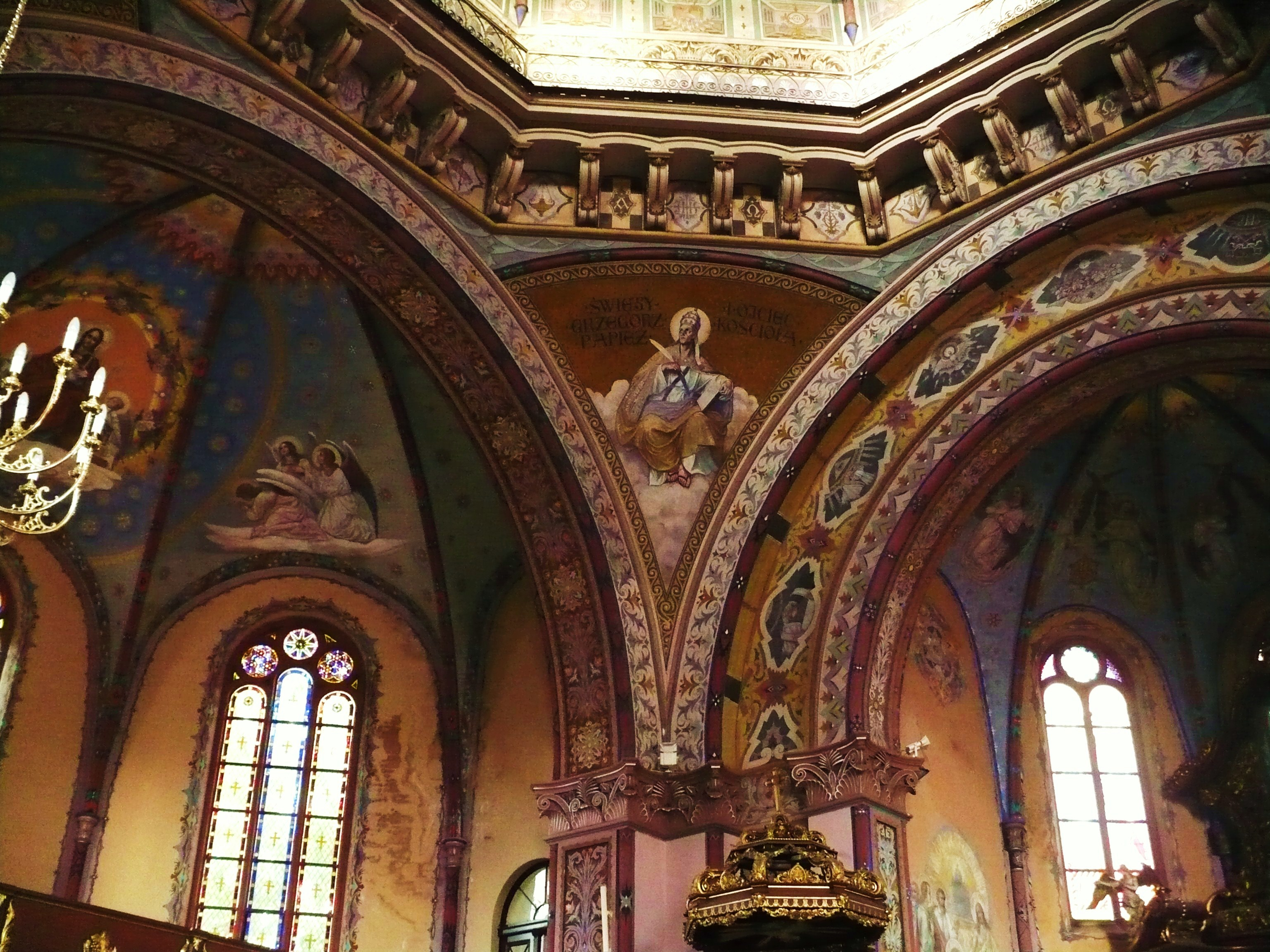
Polichrome
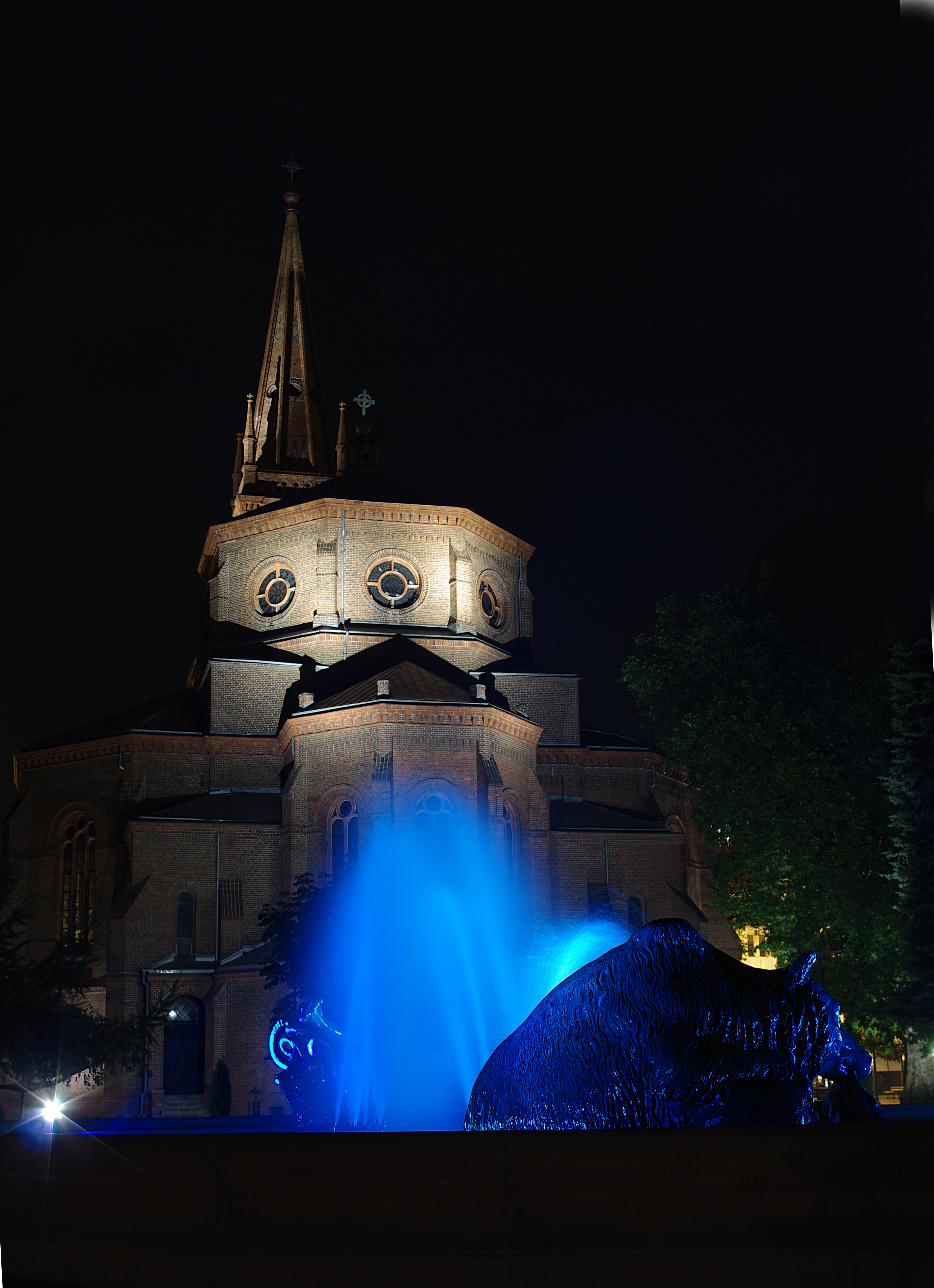
By night with the fountain